# Sierra Leone Company

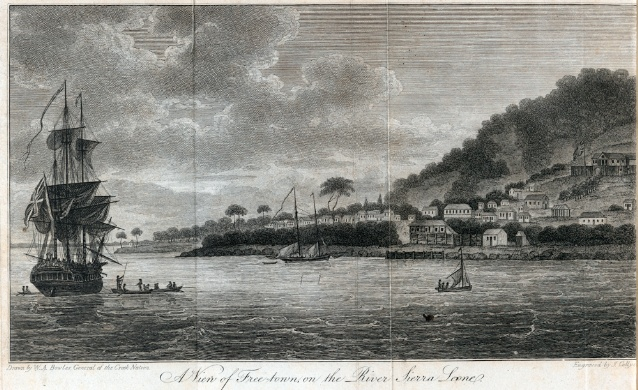
Freetown, Sierra Leone ; au début du XIXe siècle.

La Sierra Leone Company est une organisation qui comptait environ 40 000 membres à travers toute l'Angleterre du XIXe siècle. Cette association avait pour but d'envoyer des Noirs affranchis dans des pays comme le Liberia et la Sierra Leone.

## Compagnie de la baie de Saint-Georges
La Sierra Leone Company a succédé à la St. George's Bay Company qui avait été fondée en 1790 à la suite d'un effort pour la plupart infructueux du Comité pour le soulagement des pauvres noirs en 1787 pour établir une colonie libre pour les «pauvres noirs» de Londres, dont beaucoup étaient des loyalistes noirs, qui s'étaient échappés et avaient combattu pour les Britanniques après la proclamation de Dunmore pendant la guerre d'indépendance américaine). L'expédition de 1787 était composée de 300 pauvres noirs de Londres, de 60 femmes de la classe ouvrière anglaise et d'un assortiment de fonctionnaires, de membres du clergé et d'artisans blancs pour aider à la construction de la colonie - 411 hommes, femmes et enfants en tout. À l'atterrissage, ils ont fondé Granville Town comme base. Cette première colonie n'a duré qu'environ deux ans et demi, décimée par la maladie et l'abandon ultérieur. Le coup de grâce a eu lieu en 1789, lorsque le peuple Temne voisin a incendié la colonie lors d'un différend entre les Temne et les marchands d'esclaves. Bien que Granville Town ait été refondée en 1791 sous les auspices d'Alexander Falconbridge, cette colonie n'était pas la base de la colonie ou de la colonie établie par la Compagnie en mars 1792.